# Iluzja (serial telewizyjny)
Iluzja (ang. Deception) – amerykański serial telewizyjny (dramat kryminalny) wyprodukowany przez 
Berlanti Productions, VHPT Company oraz Warner Bros. Television. Jego twórcą jest Chris Fedak. Serial był emitowany od 11 marca 2018 roku do 27 maja 2018 roku przez telewizję ABC.
W Polsce serial jest emitowany od 7 maja 2018 roku przez AXN.
12 maja 2018 roku stacja ABC ogłosiła anulowanie serialu po jednym sezonie.
Główną postacią serialu jest Cameron Black – iluzjonista, który po wielkim skandalu zostaje konsultantem FBI i pomaga tej instytucji w prowadzonych śledztwach.

## Obsada

### Główna
- Jack Cutmore-Scott jako Cameron Black[4]
- Ilfenesh Hadera jako Kay Daniels[5]
- Lenora Crichlow jako Dina Clark[6]
- Justin Chon jako Jordan Kwon[7]
- Laila Robins jako Deakins
- Amaury Nolasco jako Mike Alvarez[6]
- Vinnie Jones jako Gunter Gastafsen[8]

### Role drugoplanowe
- Stephanie Corneliussen
- Brett Dalton jako Isaac Walker[9]

## Odcinki
| Sezon | Odcinki | Oryginalna emisja w ABC | Oryginalna emisja w ABC | Oryginalna emisja w AXN | Oryginalna emisja w AXN | Oryginalna emisja w AXN |
| Sezon | Odcinki | Premiera sezonu         | Finał sezonu            | Premiera sezonu         | Finał sezonu            |                         |
| ----- | ------- | ----------------------- | ----------------------- | ----------------------- | ----------------------- | ----------------------- |
| 1     | 13      | 11 marca 2018           | 27 maja 2018            | 7 maja 2018             | 6 sierpnia 2018         |                         |

### Sezon 1 (2018)
| Nr | Tytuł                    | Reżyseria        | Scenariusz                      | Premiera w ABC   | Premiera w AXN  |
| -- | ------------------------ | ---------------- | ------------------------------- | ---------------- | --------------- |
| 1  | Pilot                    | David Nutter     | Chris Fedak                     | 11 marca 2018    | 7 maja 2018     |
| 2  | Forced Perspective       | Michael Lehmann  | Chris Fedak                     | 18 marca 2018    | 14 maja 2018    |
| 3  | Escapology               | Mike Smith       | Elizabeth Peterson              | 25 marca 2018    | 21 maja 2018    |
| 4  | Divination               | Kevin Tancharoen | Kai Yu Wu                       | 1 kwietnia 2018  | 4 czerwca 2018  |
| 5  | Masking                  | Silver Tree      | Nelson Greaves                  | 8 kwietnia 2018  | 11 czerwca 2018 |
| 6  | Black Art                | Rob Seidenglanz  | Sam11 Sklaver                   | 22 kwietnia 2018 | 18 czerwca 2018 |
| 7  | Sacrifice 99 to Fool One | Rob Hardy        | John A. Norris                  | 24 kwietnia 2018 | 25 czerwca 2018 |
| 8  | Multiple Outs            | Glen Winter      | Bryan Malone                    | 29 kwietnia 2018 | 2 lipca 2018    |
| 9  | Getting Away Clean       | Michael Lehmann  | Joe Peracchio                   | 6 maja 2018      | 9 lipca 2018    |
| 10 | The Unseen Hand          | Lexi LaRoche     | Cesar Mazariegos                | 13 maja 2018     | 16 lipca 2018   |
| 11 | Loading Up               | Carol Banker     | John A. Norris & Nelson Greaves | 20 maja 2018     | 23 lipca 2018   |
| 12 | Code Act                 | Dermott Downs    | Brynn Malone, Sam Sklaver       | 27 maja 2018     | 30 lipca 2018   |
| 13 | Transposition            | Michael Lehmann  | Chris Fedak, Elizabeth Peterson | 27 maja 2018     | 6 sierpnia 2018 |

## Produkcja
Pod koniec stycznia 2017 roku stacja ABC ogłosiła zamówienie pilotowego odcinka dramatu.
W kolejnym miesiącu poinformowano, że w serialu zagrają: Jack Cutmore-Scott, Lenora Crichlow, Amaury Nolasco oraz Ilfenesh Hadera.
Na początku marca 2017 roku ogłoszono, że do obsady dołączyli: Justin Chon jako Jordan Kwon oraz Vinnie Jones jako Gunter Gastafsen.
12 maja 2017 roku stacja ABC ogłosiła zamówienie pierwszego sezonu.
Pod koniec stycznia 2018 roku poinformowano, że w serialu zagra Brett Dalton znany z serialu Agenci T.A.R.C.Z.Y.
.